# Kerstin Radt
Kerstin Radt (* 27. Juli 1979 in Caracas, Venezuela) ist eine deutsche Bühnen-, Film- und Fernsehschauspielerin.

## Biografie
Kerstin Radt ist die Tochter eines deutschen Vaters und einer brasilianischen Mutter und wuchs in Ecuador auf. Als sie zwölf Jahre alt war, zog sie mit ihren Eltern nach Köln, wo sie das Abitur machte. Als 17-Jährige wurde sie in einer Diskothek entdeckt; sie erhielt erste Rollen in Musikvideos und Kurzfilmen und nahm Schauspielunterricht. Einem größeren Publikum bekannt wurde sie in der ARD-Seifenoper Verbotene Liebe. In der Vorabendserie verkörperte sie von 1999 bis 2002 die Venezolanerin Gabriella Santos.
Weitere Rollen folgten in Fernsehproduktionen wie Für alle Fälle Stefanie und Rosenheim Cops; als Moderatorin war sie 2001 für The Dome tätig. Von 2003 bis 2005 war sie erneut in einer ARD-Serienrolle zu sehen, als Schwesternschülerin Lilly Mathies in St. Angela.
Für die Septemberausgabe 2004 des Männermagazins Maxim war Kerstin Radt an der Seite von zwei St.-Angela-Kolleginnen (Kim-Sarah Brandts und Sanna Englund) auf der Titelseite zu sehen.
2006 und 2007 stand sie mit Jochen Busse in der Komödie Das andalusische Mirakel auf der Bühne. Seit dem 20. August 2008 spielt sie im Theater am Dom in Köln in der Komödie Sextett, unter anderem mit Claudia Scarpatetti, die ebenfalls, aber nicht gleichzeitig mit Radt in Verbotene Liebe gespielt hatte.

## Filmografie
- 1999–2002: Verbotene Liebe (TV-Serie)
- 2002–2005: St. Angela (TV-Serie)
- 2002: Die Rosenheim-Cops – Folge: Im Auftrag seiner Majestät
- 2004: Wilde Jungs
- 2006: Unser Charly – Folge: Charly macht Musik
- 2007: Auftrag Schutzengel (TV-Film)
- 2007: SOKO Köln – Folge: Mord im Hallenbad
- 2011: Alarm für Cobra 11 – Die Autobahnpolizei – Folge: Mitten ins Herz

## Theater
- 2006: Das andalusische Mirakel
- 2007: Das andalusische Mirakel
- 2008: Sextett
- 2009: Seitensprung für zwei
- 2010: In jeder Beziehung
- 2012: In jeder Beziehung